# Palmiry
Palmiry is een dorp in de Poolse woiwodschap Mazovië. De plaats maakt deel uit van de gemeente Czosnów en telt 220 inwoners. Het dorp grenst aan het Kampinosbos, waar tussen 1939 en 1943 meer dan 2000 Poolse intellectuelen/prominenten, verzetsstrijders en politieke gevangenen door de Duitsers zijn gefusilleerd. Sinds 1948 is het een van Polens belangrijkste herdenkingsplekken.

## Gefusilleerd bij Palmiry
- Janusz Kusociński, Olympisch kampioen (1932) 10.000 meter
- Zygmunt Sajna, zalige